# Fusarium babinda
Fusarium babinda är en svampart som beskrevs av Summerell, C.A. Rugg & L.W. Burgess 1995. Fusarium babinda ingår i släktet Fusarium och familjen Nectriaceae.   Inga underarter finns listade i Catalogue of Life.